# 396
396 (CCCXCVI) var ett skottår som började en tisdag i den julianska kalendern.

## Händelser

### Okänt datum
- Västrom anlitar frankerna och alemannerna för att försvara Rhengränsen.
- Den visigotiska invasionen i Grekland avslutas.
- Hunnerna ockuperar de romerska slätterna i Pannonien.
- De Eleusinska mysterierna får sitt slut, när Alarik I förstör de antika platserna i Grekland.
- Jin Andi efterträder Jin Xiaowudi som kejsare av Kina.

## Födda
- Petronius Maximus, västromersk kejsare (född omkring detta år)

## Avlidna
- Jin Xiaowudi, kejsare av Kina
- Tanbei, kinesisk buddhistnunna